# Susan B. Anthony

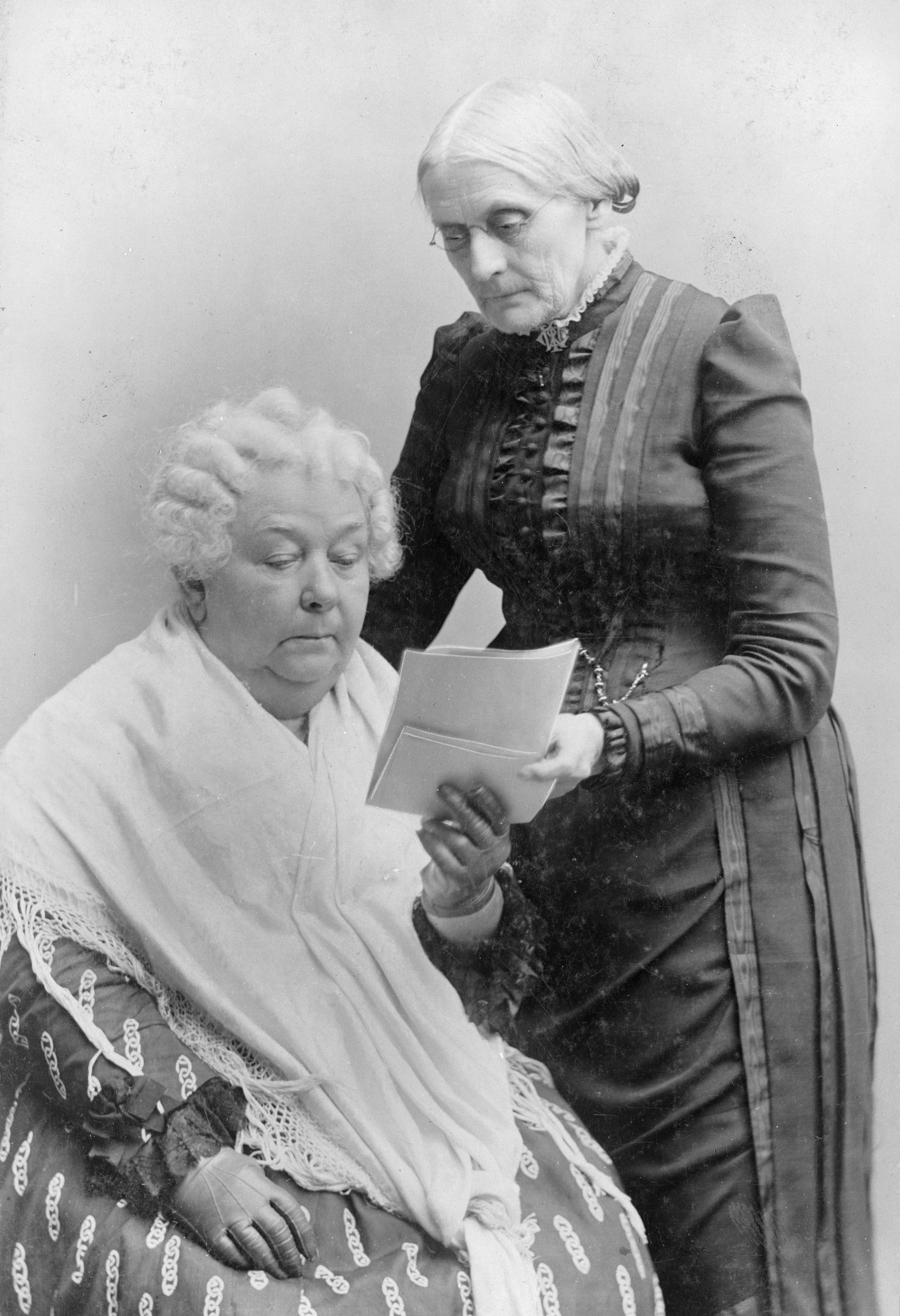
Elizabeth Cady Stanton (stând pe scaun) cu Susan Anthony

Susan Brownell Anthony (n. 15 februarie 1820, Adams⁠(d), Massachusetts, SUA – d. 13 martie 1906, Rochester, New York, SUA) a fost conducătoarea Mișcării Americane pentru drepturi civile, care a jucat un rol important în Mișcarea pentru Drepturile Femeii și a militat pentru garantarea dreptului la vot al femeii în SUA în secolul XIX-lea. Timp de 45 de ani a călătorit mii de kilometri în SUA și Europa, ținând între 75 și 100 de discursuri pe an cu privire la dreptul de vot al femeii. A murit în Rochester, New York.
A predat la o universitate pentru femei în N statului New York (1846-1849).

## Legături externe
- en  AngelFire.com
- Claus Bernet, Susan B. Anthony în: BBKL, 29, 2008, 93-101, online Claus Bernet